# Sinikka Sipilä
Sinikka Sipilä est une bibliothécaire finlandaise, présidente de la Fédération internationale des associations et institutions de bibliothèques (IFLA) – supervisant la pétition mondiale Déclaration de Lyon reliant les associations de bibliothécaires et bibliothécaires avec les priorités des objectifs de développement durable des Nations unies. Sipila a été présidente élue de l'IFLA 2011 – 2013 et membre du conseil d'administration de 2007 – 2011 et a occupé le poste de secrétaire générale de la Finnish Library Association 1997 – 2015.

## Biographie
Sipilä a étudié à l'Université de Tampere pour obtenir un Master en sciences sociales, bibliothéconomie et informatique.

### Carrière
Sipilä a travaillé comme bibliothécaire à la bibliothèque de la ville de Hämeenlinna et à l'Université de Tampere et plus tard en tant que gestionnaire de la coopération en matière de bibliothèques avec des pays comme la Tanzanie, les Philippines, l'Afrique du Sud, la Namibie, le Sénégal et le Ghana et a représenté le domaine de la bibliothèque finlandaise au niveau mondial.

#### Association des bibliothèques finlandaises
Sipilä a occupé le poste de secrétaire générale de l'Association des bibliothèques de Finlande –  et a été co-présidente du Congrès mondial des bibliothèques et de l'information 2012 à Helsinki ,.

#### Fédération internationale des associations de bibliothécaires et des bibliothèques

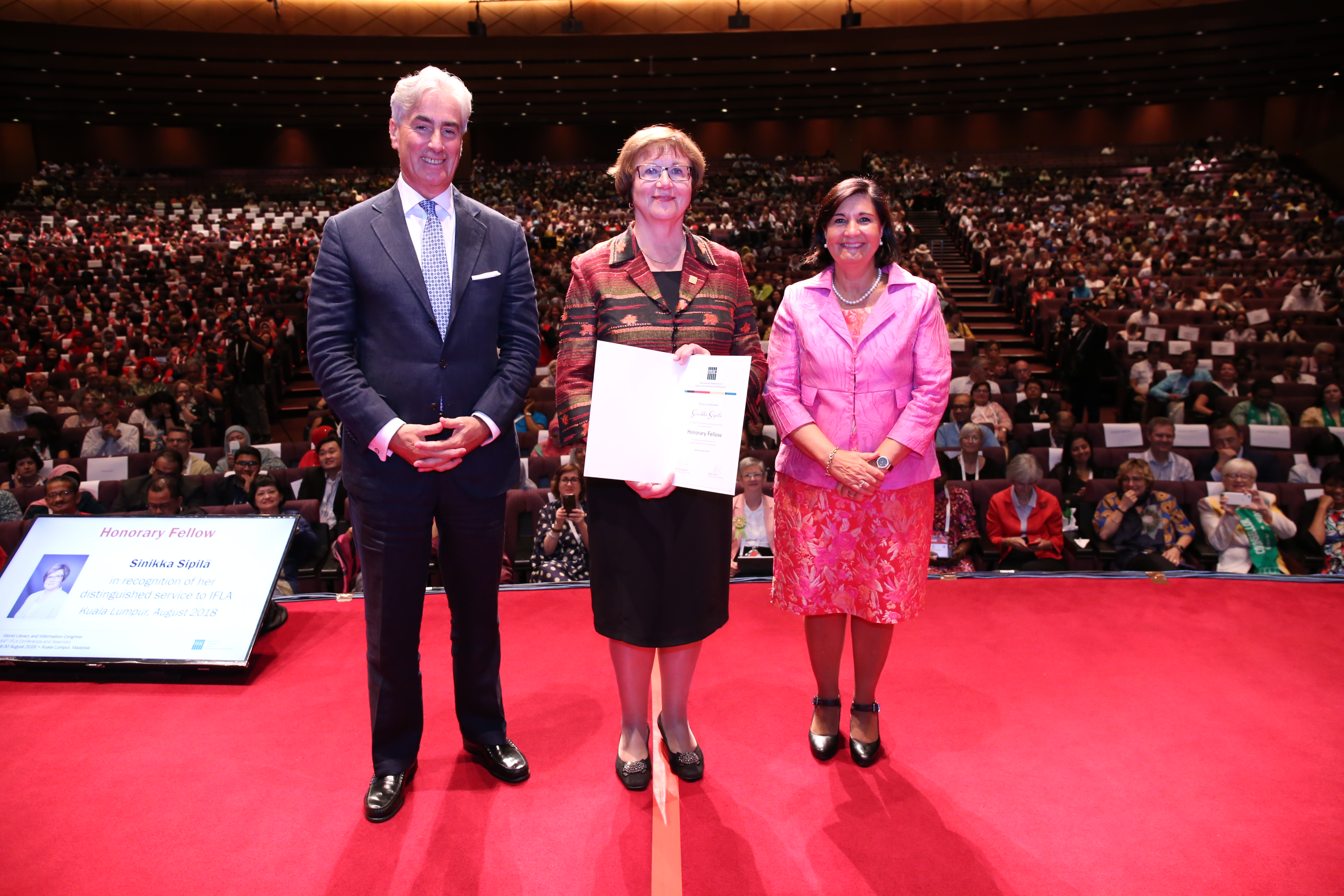
Membre honoraire de l'IFLA, Sinikka Sipilä (au centre) avec le secrétaire général de l'IFLA, Gerald Leitner, et le président de l'IFLA, Glòria Pérez-Salmerón, à la Conférence mondiale sur la bibliothèque et l'information, Kuala Lumpur, 2018

Sipilä a occupé de nombreux rôles de comité pour la Fédération internationale des associations de bibliothécaires et des bibliothèques (IFLA), y compris membre du comité permanent et présidente de la section de gestion des associations de bibliothèques (MLAS) ; Délégation de l'IFLA au Sommet mondial des Nations unies sur la société de l'information (SMSI) ; sur le conseil d'administration de l'IFLA 2007-2013; et en tant que présidente de l'IFLA 2013-2015.
En tant que présidente  de la Fédération internationale des associations de bibliothécaires et des bibliothèques, Sipilä a choisi le thème Bibliothèques fortes, sociétés fortes pour promouvoir l'égalité des chances et l'accès équitable à l'éducation et à la formation tout au long de la vie et pour promouvoir des citoyens informés du monde entier qui activement participer à leur communauté et promouvoir le développement durable, la croissance intellectuelle et économique ainsi que le bien-être général.
Pendant le mandat de Sipilä en tant que président de l'IFLA, le Programme des Nations Unies pour les objectifs de développement durable à l'horizon 2030 a commencé et l'IFLA a rejoint cette initiative . Cela a encouragé toutes les bibliothèques du monde entier à viser les 17 objectifs en donnant accès à l'information à leurs communautés. Sipilä a représenté le domaine de la bibliothèque lors d'événements tels que la Conférence internationale Internet et les transformations socioculturelles dans la société de l'information. Sipilä était présidente de l'IFLA lorsque la Déclaration de Lyon été lancée et soutenue par plus de 600 institutions à travers le monde pour améliorer l'accès à l'information et le développement , sur la base de l'idée que l'accès à l'information est un pilier fondamental du développement durable. développement .
Les réunions de son président ont eu lieu à Helsinki (2014)  et à Istanbul (2015)  et les sujets abordés étaient Des bibliothèques fortes - Des sociétés fortes: impact des bibliothèques sur la société pour la première et L'art de transformer les bibliothèques dans le second .
Sipilä a terminé son mandat de présidente de l'IFLA en 2015 au Congrès mondial de l'information sur les bibliothèques au Cap et a été remplacée par Donna Sheeder. Sipilä a souligné le rôle des bibliothèques dans la société, en particulier en Afrique, fondé sur la participation active, la liberté d'expression et l'accès à l'information, mentionné dans la Déclaration du Cap . Elle a encouragé les associations de bibliothécaires et les bibliothécaires à chercher à être entendus par les politiciens et les décideurs, afin non seulement de montrer les avantages des bibliothèques à la société, mais comme élément clé pour aider à remplir leurs mandats de favoriser le développement communautaire . Sinikka Sipilä a été nommée membre honoraire de l'IFLA en reconnaissance de ses services distingués à l'IFLA.